# 금리어수위 총독
금리어수위 총독(일본어: 禁裏御守衛総督 킨리고슈에이소토쿠[*])은 막말 시대에 막부의 양해 하에 일본 조정이 금리(禁裏), 즉 교토어소를 경호하기 위해 설치한 직책이다. 도쿠가와 요시노부가 그 직을 맡았다. 또한 요시노부는 오사카만을 통해 침공해오는 서양 세력에 대비하기 위해 섭해방어지휘(일본어: 摂海防禦指揮 셋카이보교시키[*])직에도 동시에 임명되었다.
겐지 원년(서기 1864년) 3월 25일, 요시노부는 정이대장군후견직에서 물러남과 동시에 금리어수위 총독에 취임했다. 조정으로부터 임명받은 벼슬이지만 금리어수위 총독의 늠료는 막부 재정에서 월급 7500 섬을 받도록 되었다. 요시노부는 교토 수호직 마쓰다이라 가타모리, 교토 소사대 마쓰다이라 사다아키와 삼두체제를 구성하고 에도 막각으로부터 독립적으로 움직이며 수도 교토에 소재한 막부 세력(신선조 등)의 지도적인 역할을 수행하는 존재가 되었다. 이 삼두정치를 이치카이소 정권이라고 한다. 마지막 정이대장군으로 유명하지만 요시노부의 정치적 절정기는 이 총독직을 통해 이치카이소 정권의 수반으로서 공무합체를 주도하던 시점이었다.
동년 5월, 요시노부는 셋쓰국 연안을 시찰하였고, 7월에는 금문의 변에서 아이즈번, 구와나번, 오가키번, 사쓰마번 등 재경(在京) 제번 세력을 총지휘하여 조슈번 세력을 격퇴했다. 게이오 원년(서기 1865년) 요시노부는 정무보익(政務輔翼)을 명받았다. 게이오 2년(서기 1866년) 정이대장군 이에모치가 사망하여 요시노부는 총독직을 사임하고 도쿠가와 종가의 가독을 상속받아 마지막 정이대장군이 되었다. 이에 따라 금리어수위 총독직은 자연소멸했다.

## 참고 문헌
- 松浦玲 (1997). 《徳川慶喜 : 将軍家の明治維新》. 中公新書 増補版판. 中央公論社. ISBN 4-12-190397-8. 틀:国立国会図書館書誌ID. 다음 글자 무시됨: ‘和書’ (도움말)
- 佐々木克 (2000년 3월). “戊辰戦争への道 ―幕末の国家的課題をめぐって―”. 《人文學報》 (京都大学人文科学研究所) 83: 1–17. doi:10.14989/48547. hdl:2433/48547. ISSN 0449-0274. 다음 글자 무시됨: ‘和書’ (도움말);